# Tomás Manuel Inguana
Tomás Manuel Inguana (ur. 13 stycznia 1973 w Maputo) – mozambicki piłkarz grający na pozycji obrońcy.

## Kariera klubowa
Swoją karierę piłkarską Tomás rozpoczął w klubie GD Maputo. Zadebiutował w nim w pierwszej lidze mozambickiej. W 1995 roku wywalczył z nim mistrzostwo Mozambiku. W 1998 roku grał w Ferroviário Maputo.
W 1999 roku Tomás został zawodnikiem południowoafrykańskiego Orlando Pirates. W sezonie 2000/2001 wywalczył z nim mistrzostwo Premier Soccer League. W sezonie 2001/2002 grał w AmaZulu FC, po czym wrócił do Orlando Pirates. W sezonie 2002/2003 został z nim mistrzem RPA.
W 2004 roku Tomás grał w wietnamskim Sông Đà Nam Định. Pod koniec roku wrócił do RPA i do końca swojej kariery występował w klubie Wits University.

## Kariera reprezentacyjna
W reprezentacji Mozambiku Tomás zadebiutował w 1996 roku. W 1996 roku został powołany do kadry na Puchar Narodów Afryki 1996. Na nim był rezerwowym i nie rozegrał żadnego meczu.
W 1998 roku Tomás był w kadrze Mozambiku na Puchar Narodów Afryki 1998. Na nim rozegrał trzy mecze: z Egiptem (0:2), z Marokiem (0:3) i z Zambią (1:3). W kadrze narodowej grał do 2004 roku. Rozegrał w niej 43 mecze i strzelił 2 gole.